# Solanoideae
Solanoideae es una subfamilia de plantas de la familia de las solanáceas (Solanaceae). Comprende las siguientes tribus.

## Tribu Capsiceae Dumort (1827)
- Capsicum L. (1753), género que incluye unas 31 especies neotropicales.
- Lycianthes (Dunal) Hassler (1917), con unas 200 especies distribuidas en América y Asia.

## Tribu Datureae G. Don (1838)
Es una tribu que presenta dos géneros perfectamente diferenciados tanto a nivel morfológico como molecular. Brugmansia incluye especies arbóreas, mientras que Datura comprende hierbas o arbustos. Este último género, a su vez se halla dividido en 3 secciones: Stramonium, Dutra y Ceratocaulis.
- Brugmansia Persoon (1805), género que incluye 6 especies de Los Andes. (incl.: Methysticodendron Schult. (1955))
- Datura L. (1753), con 11 especies neotropicales.

## Tribu Hyoscyameae Endl. (1839)
- Anisodus Link (1825), con 4 especies de China, India y los Himalayas.
- Atropa L. (1753), incluye 3 especies euroasiáticas.
- Atropanthe Pascher (1909), género monotípico de China.
- Hyoscyamus L. (1753), abarca alrededor de 20 especies distribuidas desde el Mediterráneo hasta China.
- Physochlaina G. Don (1838), incluye 11 especies euroasiáticas.
- Przewalskia Maxim. (1881) con una sola especie de China.
- Scopolia Jacq. (1764), género con distribución disyunta, con una especie europea y otra de Japón.

## Tribu Jaboroseae Miers (1849)
- Jaborosa Juss. (1789), género que incluye 23 especies sudamericanas.

## Tribu Solandreae Miers (1849)
- Subtribu Juanulloinae: comprende 10 géneros de árboles y arbustos epifíticos con distribución neotropical.[2] Algunos de estos géneros (Dyssochroma, Merinthopodium y Trianaea) muestran una clara dependencia de varias especies de murciélagos tanto para la polinización como para la dispersión de las semillas.[3]
  - Dyssochroma Miers (1849), con 2 especies del sur de Brasil.
  - Ectozoma Miers (1849)
  - Hawkesiophyton Hunz. (1977)
  - Juanulloa Ruiz et Pav. (1794), con 11 especies de América del Sur y Central.
  - Markea Rich.(1792) género que abarca 9 especies de América del Sur y América Central.
  - Merinthopodium J. Donn. Sm. (1897) incluye 3 especies oriundas de Sudamérica.
  - Rahowardiana D' Arcy (1973)
  - Schultesianthus Hunz. (1977), género que incluye 8 especies neotropicales.
  - Trianaea Planch. et Linden (1853) con 6 especies sudamericanas.
- Subtribu Solandrinae, es una subtribu monotípica que difiere de Juanulloinae en sus embriones con cotiledones incumbentes y su ovario semi-ínfero.[2]
- Solandra Sw. (1787), incluye 10 especies de regiones neotropicales de América.

## Tribu Lycieae Hunz. (1977)
Comprende 3 géneros de plantas leñosas que crecen en climas áridos o semiáridos. El género cosmopolita Lycium es el más antiguo de la tribu y el que presenta la mayor variabilidad morfológica. Los estudios de sistemática molecular sugieren que tanto Grabowskia como Phrodus deberían incluirse dentro de Lycium y que este género junto con Nolana y Sclerophylax formarían un clado (Lyciina), el cual carece por el momento de categoría taxonómica. El fruto baya, de color rojo, carnoso, dispersado por pájaros, es el tipo de fruto dominante en Lycium. Los diferentes tipos de frutos en este género han evolucionado desde el tipo de baya antes mencionado hasta una drupa con un reducido número de semillas.
- Grabowskia Schltdl. (1832), 3 especies sudamericanas.
- Lycium L. (1753), cosmopolita, incluye 83 especies.
- Phrodus Miers (1849), endémico del norte de Chile, incluye 2 especies.

## Tribu Mandragoreae (Wettst.) Hunz. & Barboza (1995)
Esta tribu monotípica no tiene una posición sistemática definida según sugieren los estudios de sistemática molecular.
- Mandragora L. (1753), dos especies de Eurasia

## Tribu Nicandreae Wettst. (1891)
Es una tribu con dos géneros sudamericanos. Los estudios de sistemática molecular indican que ambos géneros no están relacionados entre sí y tampoco con otros géneros de la familia, por lo que su posición taxonómica es incierta.
- Exodeconus Raf. (1838), con 6 especies del oeste de Sudamérica.
- Nicandra Adans (1763), género con usa sola especies distribuida en regiones neotropicales.

## Tribu Nolaneae Rchb. (1837)
- Nolana L. (1762)  Son hierbas o pequeños arbustos en su mayoría de hojas suculentas, tienen flores muy vistosas, que van desde el blanco hasta varios tonos de azul, y su fruto es de tipo esquizocarpo, el cual da origen a varias nueces. Comprende 89 especies endémicas de Chile y Perú.

## TribuPhysaleaeMiers (1849)
Es una gran tribu hermana de Capsiceae.   
- Subtribu Iochrominae (Miers) Hunz. es un clado dentro de la tribu Physaleae que comprende 37 especies, principalmente distribuidas en  los Andes, asignadas a 6 géneros. Los miembros de esta subtribu se caracterizan por ser arbustos leñosos o pequeños árboles con atractivas flores tubulares o rotadas. Presentan, además , una gran diversidad floral cubriendo, de hecho, la totalidad de la variación existente en la familia. Sus flores pueden ser rojas, anaranjadas, amarillas, verdes, azules, púrpuras o blancas. La forma de la corola puede ser tubular a rotada, con una variación de hasta 8 veces en la longitud del tubo a través de las distintas especies.[8]
  - Acnistus Schott (1829), con una especie distribuida en los neotrópicos.
  - Dunalia Kunth. (1818), que incluye 5 especies de los Andes.
  -  Iochroma Benth. (1845), género con 24 especies de los Andes.
  - Saracha Ruiz et Pav. (1794), que incluye 2 especies de los Andes.
  - Vassobia Rusby (1927), con dos especies sudamericanas.
  -  Eriolarynx Hunz.(2000), género que presenta 3 especies de Argentina y Bolivia.
- Subtribu Physalidinae (Miers) Hunz. (2000). Es una subtribu monofilética que comprende 10 géneros e incluye hierbas o arbustos leñosos con flores solitarias, axilares, amarillas, blancas o púrpuras que son polinizadas por abejas. Una vez que la polinización ocurre, la corola cae y el cáliz se expande hasta cubrir por entero a la baya que está desarrollando (el cáliz se dice acrescente). En muchas especies el cáliz se torna amarillo o anaranjado a la madurez. Las bayas, con muchas semillas, son de color verdoso a amarillo-anaranjado, frecuentemente con reflejos rojos o púrpuras.[9]
  - Brachistus Miers (1849), con 3 especies de México y América Central.
  - Chamaesaracha (A.Gray) Benth. et Hook. (1896), comprende 10 especies de México y América Central.
  - Leucophysalis Rydberg (1896), incluye 3 especies del Sudoeste de los Estados Unidos y de México.
  - Margaranthus Schlecht. (1830), con una especie mexicana.
  - Oryctes S. Watson (1871), género monotípico del sudoeste de Estados Unidos.
  - Quincula Raf. (1832) con una sola especie del sudoeste de Estados Unidos y de México.
  - Physalis L. (1753), el género más grande de la subtribu, con 85 especies distribuidas en las regiones tropicales de América y una especie de China.
  - Witheringia L' Heritier (1788), género con 15 especies de regiones neotropicales.
  - Tzeltalia, género segregado de Physalis, con dos especies distribuidas en México y Guatemala.
  - Darcyanthus, género con una sola especie oriunda de Bolivia y Perú.
- Subtribu Salpichroinae, es una subtribu de Physaleae que incluye 16 especies americanas distribuidas en dos géneros: 
  - Nectouxia Kunth. (1818), género monotípico y endémico de México.
  - Salpichroa Miers (1845), género con 15 especies de los Andes y otras regiones de Améria del Sur.
- Subtribu Withaninae, es una subtribu de Physaleae con una amplia distribución, incluye 9 géneros:
  - Archiphysalis Kuang (1966), con 3 especies de China y Japón.
  - Athenaea Sendtn. (1846), que incluye 7 especies de Brasil.
  - Aureliana Sendt. (1846), con 5 especies de Sudamérica.
  - Mellissia Hook. f. (1867), género monotípico de Santa Elena.
  - Physalisastrum Makino (1914), con 9 especies asiáticas.
  - Tubocapsicum (Wettst.) Makino (1908), con una sola especie endémica de China.
  - Withania Pauq.(1825), con 10 especies nativas de las Islas Canarias, África y Nepal.
  - Cuatresia Hunz. (1977), con 11 especies neotropicales. Los estudios moleculares indican que este género, conjuntamente con Deprea y Larnax tiene una posición taxonómica incierta.[6]
  - Deprea Raf. (1838), con 6 especies neotropicales.
  - Larnax Miers (1849), muchos taxónomos lo consideran un sinónimo de Deprea, abarca 22 especies nativas de los Andes.

## Tribu Solaneae (1852)
Los géneros Cyphomandra Sendtn. (1845), Discopodium Hochst. (1844), Normania Lowe (1872), Triguera Cav. (1786) y  Lycopersicum Mill han sido transferidos dentro de Solanum. La tribu, entonces, está compuesta por dos géneros:
- Jaltomata Schltdl. (1838), que incluye 50 especies neotropicales.
- Solanum L. (1753), el género más grande de la familia y uno de los más amplios de las angiospermas, con 1328 especies distribuidas en todo el mundo.

## Géneros con posición taxonómica dudosa (Incertae sedis)
Los siguientes géneros todavía no se hallan ubicados en ninguna de las subfamilias reconocidas de solanáceas.
- Duckeodendron Kuhlmannb (1925), género monoespecífico del Amazonas.
- Parabouchetia Baillon (1888)
- Pauia Deb. & Dutta (1965)